# Columnella vipera
Columnella vipera är en mossdjursart som beskrevs av Jean-Loup d'Hondt och Gordon 1999. Columnella vipera ingår i släktet Columnella och familjen Farciminariidae. Inga underarter finns listade i Catalogue of Life.